# Гетеборзький симфонічний оркестр
Гетеборзький симфонічний оркестр (швед. Göteborgs Symfoniker, англ. Gothenburg Symphony) — шведський симфонічний оркестр, що базується в Гетеборзі. Заснований в 1905 році. В 1997 році оркестрові надане почесне звання «Шведський національний оркестр» (швед. Sveriges nationalorkester).
Протягом всієї історії оркестру йому була притаманна певна зосередженість на піздньоромантичній музиці північних країн (Едвард Гріг, Карл Нільсен, Ян Сібеліус та інші). Багаторічне керівництво Нееме Ярві не могло не призвести до того, що в репертуарі оркестру зайняв важливе місце улюблений Ярві Сергій Прокоф'єв.
Оркестром здійснено близько 100 записів, головним чином для лейблів Deutsche Grammophon і шведської BIS — у тому числі всі симфонії Сібеліуса для DG і всі симфонії Чайковського для BIS. Серед помітних записів недавнього часу — роботи головного запрошеного диригента оркестру Петера Етвеша, який записав з оркестром твори Лучано Беріо і свої власні, і здійснений Маріо Венцаго запис Концерту для флейти з оркестром Софії Губайдуліної (солістка Шарон Бецалі).

## Discography

### Studio albums
| Year | Album details |
| ---- | --- |
| 1995 | Swedish Bassoon Concertos - Release date: January 24, 1995 - Label: Intim Musik                                           |
| 1999 | Grieg: Piano Concerto; Peer Gynt Suites 1 & 2 - Release date: January 8, 1999 - Label: Deutsche Grammophon                |
| 2002 | Miaskovsky: Symphony No. 6 - Release date: November 12, 2002 - Label: Deutsche Grammophon                                 |
| 2012 | Sibelius: Symphonies Nos. 5 & 7; Karelia Suite - Release date: April 23, 2012 - Label: Decca Records, Deutsche Grammophon |

## Головні диригенти
- Генріх Гаммер (1905—1907)
- Вільгельм Стенгаммар (1907—1922)
- Туре Рангстрем (1922—1925)
- Тур Манн[en] (1925—1939)
- Ісай Добровейн[en] (1941—1953)
- Дін Діксон[en] (1953—1960)
- Стен Фрюкберг[sv] (1960—1967)
- Серджіу Комісіона[en] (1967—1973)
- Сікстен Ерлінг[en] (1974—1976)
- Шарль Дютуа[en] (1976—1979)
- Нееме Ярві (1982—2004)
- Маріо Венцаго[en] (2004—2007)
- Густаво Дудамель (2007—2012)
- Сантту-Матіас Рувалі[en] (з 2017)